# 西蒙·蒂布林
西蒙·蒂布林（瑞典語：Simon Tibbling；1994年9月7日—）是一位瑞典足球運動員。在場上的位置是中場。他現在效力於荷蘭足球甲級聯賽球隊格羅寧根足球俱樂部。他也代表瑞典各級國家青年足球隊參賽。